# Contea di Harden
La contea di Harden è una Local Government Area che si trova nel Nuovo Galles del Sud. Essa si estende su una superficie di 1.869 chilometri quadrati e ha una popolazione di 3.669 abitanti. La sede del consiglio si trova a Harden.